# Армійська група «Гронау»
Армійська група «Гронау» (нім. Armee-Abteilung Gronau) — армійська група Імперської армії Німеччини за часів Першої світової війни.

## Історія
Армійська група «Гронау» сформована 20 вересня 1915 року шляхом переформування XXXXI резервного корпусу й названа на честь його командира генерала артилерії Ганса фон Гронау. Об'єднання входило до складу Бузької армії протягом усього свого існування. 18 вересня 1916 року статус групи був піднятий. 27 березня 1918 року армійську групу розформували.

## Командування

### Командувачі
- генерал артилерії Ганс фон Гронау (нім. Hans von Gronau) (20 вересня 1915 — 27 березня 1918).